# Obama marmorata
Espèce
Obama marmorata est une espèce de vers plats terrestres du genre Obama et de la famille des Geoplanidae originaire du Brésil.
Les spécimens attribués à cette espèce en Europe, relèvent en fait d'une espèce voisine, Obama nungara.

## Systématique
Le nom valide complet (avec auteur) de ce taxon est Obama marmorata (Müller, 1856) Carbayo et al., 2013.
Obama marmorata a pour synonyme Geoplana (Geoplana) marmorata Schultze& Müller, 1856.

### Publication originale
(de) Max Johann Sigismund Schultze, « Beiträge zur Kenntniss der Landplanarien nach Mittheilungen des Dr. Fritz Müller in Brasilien und nach eigenen Untersuchungen », Abhandl. d. naturforschenden Gesellschaft in Halle, vol. 4, no 1, 1856, p. 19-38